# Parc Emirgan
Le parc Emirgan (en turc : Emirgan Korusu, ou plus rarement Emirgan Parkı) est un parc urbain historique situé dans le quartier Emirgan dans le district Sarıyer d'Istanbul, en Turquie, sur la côte européenne du Bosphore. C'est l'un des plus grands parcs publics d'Istanbul.

## Histoire
À l'époque byzantine, toute la zone, où s'étend aujourd'hui le parc, était couverte de cyprès et connue sous le nom de « Kyparades » ou « Forêt aux Cyprès ». Il est devenu connu sous le nom de « Parc Feridun Bey », lorsque les terres inhabitées ont été concédées au milieu du XVIe siècle à Nişancı Feridun Bey, un Lord Chancelier[Quoi ?] de l'Empire ottoman.
Au XVIIe siècle, le sultan ottoman Mourad IV (règne de 1623 à 1640) a présenté le domaine à l'émir Gûne Han, un commandant persan safavide, qui a rendu son château assiégé sans aucune résistance et l'a suivi à Istanbul. Le nom « Feridun Bey » a été changé en « Emirgûne », qui avec le temps s'est corrompu en « Emirgan ».
Au cours des siècles, le propriétaire du domaine a changé plusieurs fois et, à la fin des années 1860, il appartenait au Khédive Ismail Pacha (règne de 1863 à 1879), gouverneur ottoman d'Égypte et du Soudan. Le terrain a été utilisé comme arrière-cour d'un grand yalı en bois qu'il a construit sur la rive du Bosphore. En outre, il a construit dans la zone du parc trois pavillons en bois, qui existent toujours.
Les héritiers de la famille du Khédive ont vendu le domaine dans les années 1930 à Satvet Lütfi Tozan, un riche marchand d'armes turc, qui a donné le parc, les trois pavillons inclus, plus tard dans les années 1940 à la ville d'Istanbul pendant le mandat du gouverneur et du maire Lütfi Kırdar (1938-1949),.

## Parc Emirgan actuel

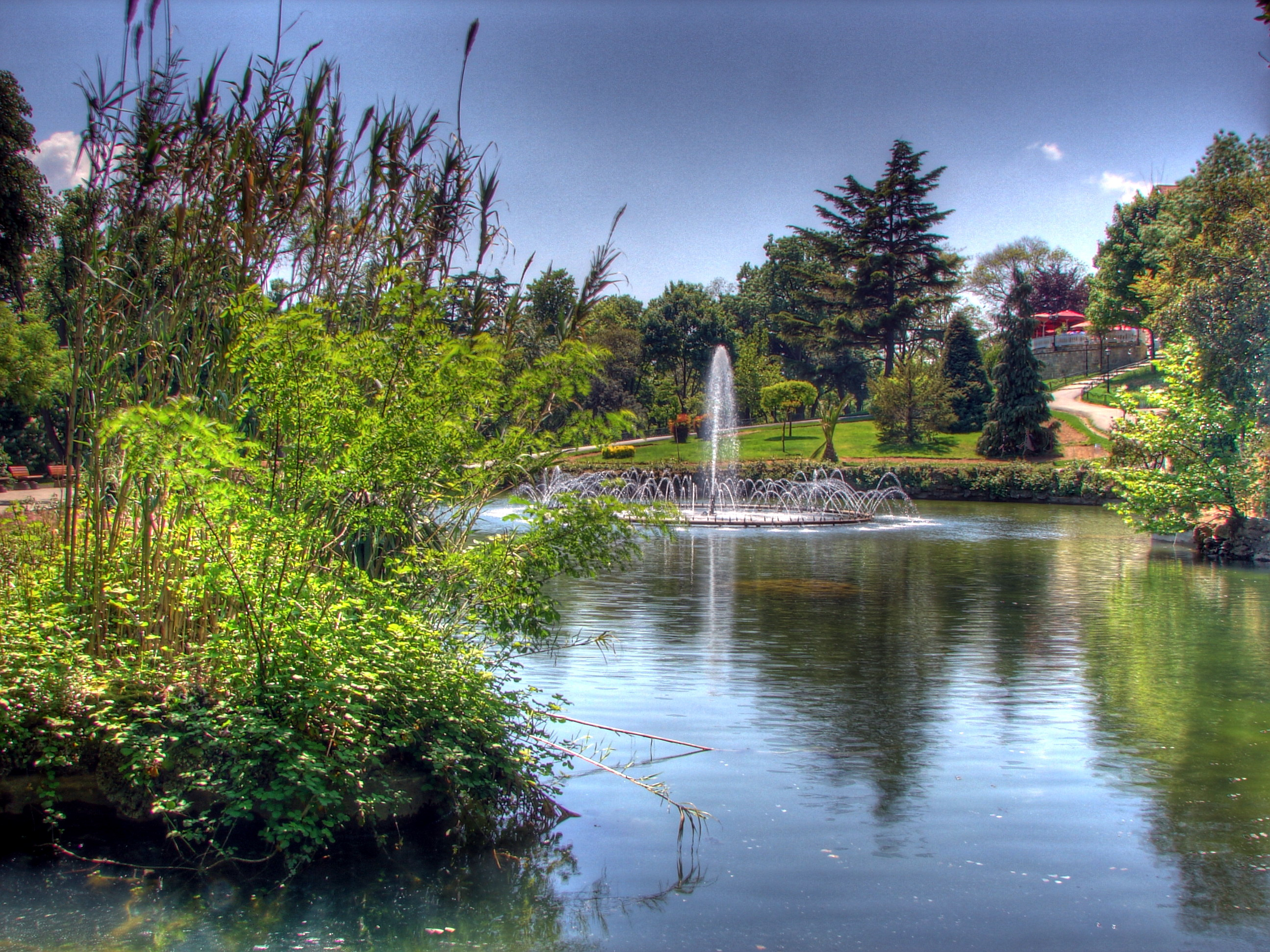
Un étang avec fontaine dans le parc Emirgan

Le parc, détenu et administré aujourd'hui par la municipalité métropolitaine d'Istanbul, couvre une superficie de 47 hectares  sur une colline, et est entouré de hauts murs.
À l'intérieur du parc avec deux étangs décoratifs se trouvent des plantes de plus de 120 espèces. Les arbres rares les plus remarquables de la flore du parc sont : le pin parasol, le pin turc, le pin d'Alep, le pin bleu, le pin blanc de l'Est, le pin maritime, le cèdre du Japon, l'épinette de Norvège, l'épinette bleue, le cèdre de l'Atlas, le cèdre du Liban, le cèdre de l'Himalaya, le hêtre, le Frêne, le Sapindus, le saule de Babylone, le chêne de Hongrie, le sapin blanc du Colorado, le Ginkgo biloba, le cèdre d'encens de Californie, le séquoia côtier et le camphrier.
De nombreuses pistes de jogging et des tables de pique-nique font du parc Emirgan une zone de loisirs très appréciée des populations locales, notamment pendant les week-ends et les jours fériés. Les trois pavillons historiques, appelés d'après leur couleur extérieure comme le pavillon jaune, le pavillon rose et le pavillon blanc ont été restaurés entre 1979-1983 par le Touring and Automobile Club de Turquie, et ouverts au public comme café et restaurant.

### Festival des tulipes

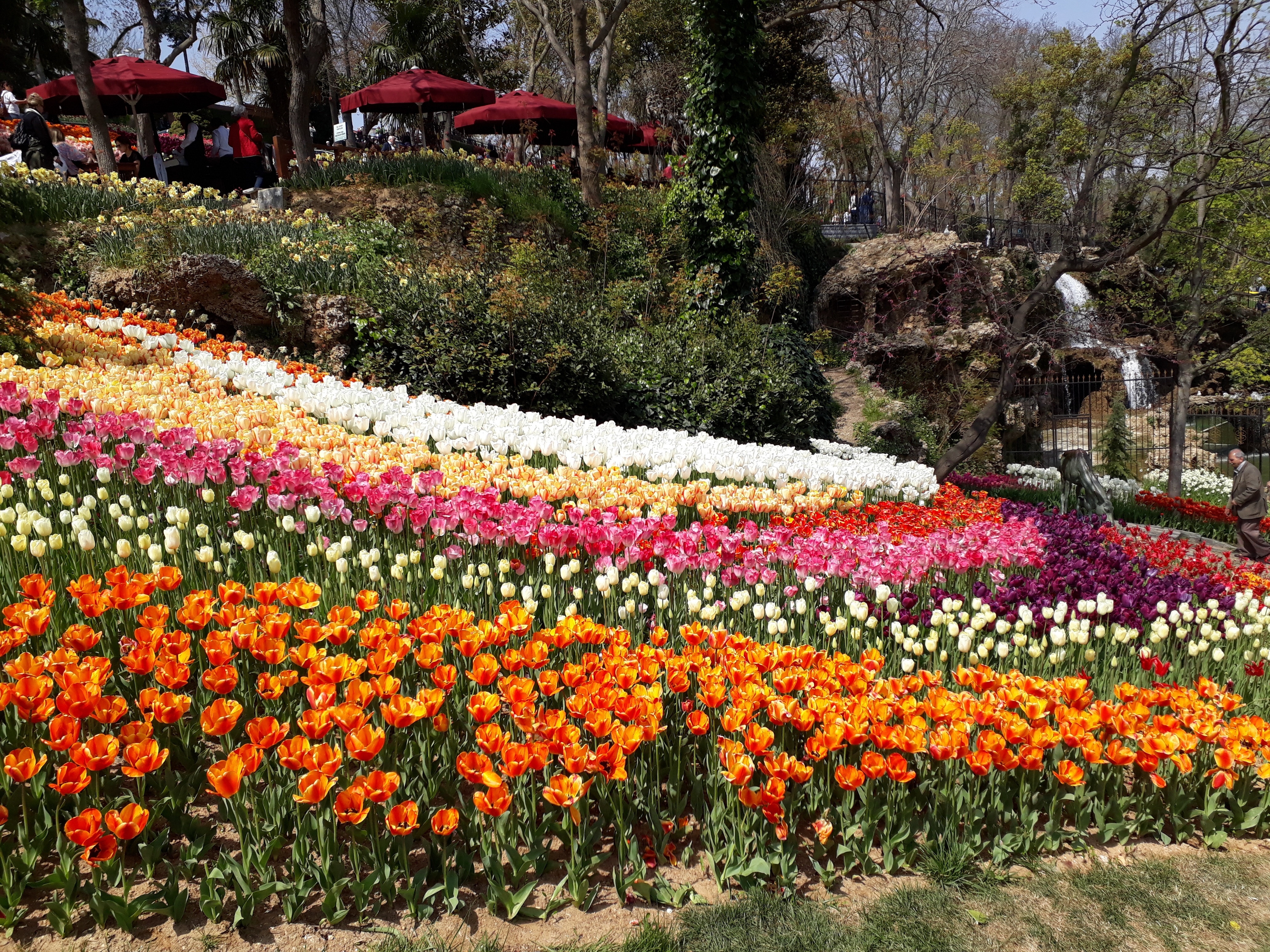
Festival des tulipes Emirgan 2018.

Le parc Emirgan est étroitement associé à la tulipe, la fleur traditionnelle, qui a donné son nom à une époque (1718-1730) de l'Empire ottoman. Un jardin spécial a été créé dans le parc Emirgan dans les années 1960 pour raviver la tradition de la culture des tulipes de la ville. Depuis 2005, un festival international annuel des tulipes est organisé ici chaque avril, rendant le parc attrayant et très coloré avec ces fleurs.

## Pavillon jaune
Le pavillon jaune (en turc : Sarı Köşk) est un grand manoir en bois en forme de chalet construit par le Khédive Ismail Pacha entre 1871 et 1878 comme pavillon de chasse et maison d'hôtes.
Situé au centre du parc et surplombant le Bosphore, le manoir de deux étages avec un balcon, une terrasse et un sous-sol est construit sur une superficie de 400 mètres carrés. Il se compose de quatre chambres, un hall et une cuisine à l'étage inférieur et trois chambres et un salon à l'étage supérieur. Son agencement reflète l'architecture de la maison ottomane traditionnelle avec un salon entouré de nombreuses pièces. Les ornements des plafonds et des murs étaient l'œuvre de l'architecte de la cour Sarkis Balyan. Les plafonds sont enrichis de figures de fleurs peintes à l'huile et les façades de sculptures remarquables. Les hautes portes et fenêtres, ainsi que les décorations intérieures opulentes aux couleurs vives reflètent la gloire de cette époque. Un étang est situé au nord-est, à côté du manoir.
Utilisé uniquement par les propriétaires depuis le tout début, le pavillon a été restauré en quatre mois au début des années 1980, meublé d'antiquités et ouvert au public comme cafétéria. Le pavillon jaune, la base principale du parc, est géré depuis 1997 par Beltur, la société de tourisme de la municipalité métropolitaine d'Istanbul . Jusqu'à 100 personnes peuvent être servies sur place en été et en hiver.

## Pavillon rose
Le pavillon rose (en turc : Pembe Köşk), l'une des trois demeures du parc construites par le Khédive Ismail Pacha, est une maison ottomane typique de deux étages. Nommé d'après la couleur originale rose des géraniums de son extérieur, le pavillon conserve de beaux ornements.
Le pavillon sert de cafétéria le week-end. De plus, il est disponible pour les conventions et les cérémonies de mariage. Dans les mois d'été, le local peut accueillir jusqu'à 350 personnes, pour des cocktails jusqu'à 500 personnes. En hiver, des groupes de 150 personnes maximum peuvent être servis.

## Pavillon blanc
Le pavillon blanc (en turc : Beyaz Köşk) est le troisième manoir du parc Emirgan construit par le Khédive Ismail Pacha. Il se trouve seulement à 150 mètres du pavillon jaune. Le bâtiment en bois de deux étages a les caractéristiques architecturales du style néoclassique.

Le manoir est utilisé dans la journée comme cafétéria et le soir comme restaurant de cuisine turco-ottomane.

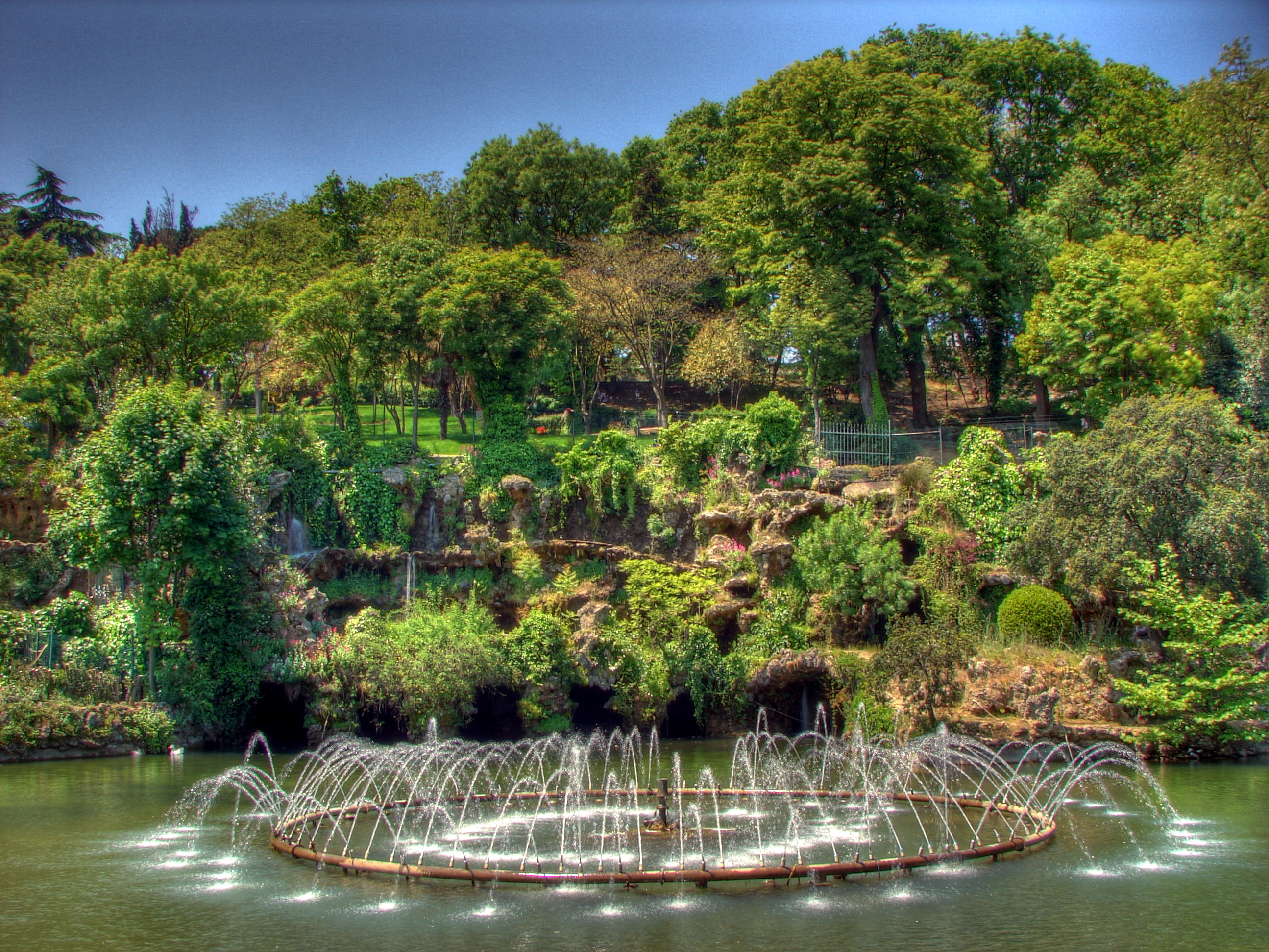
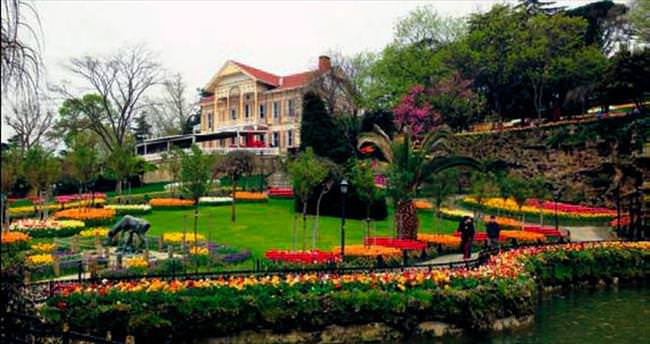
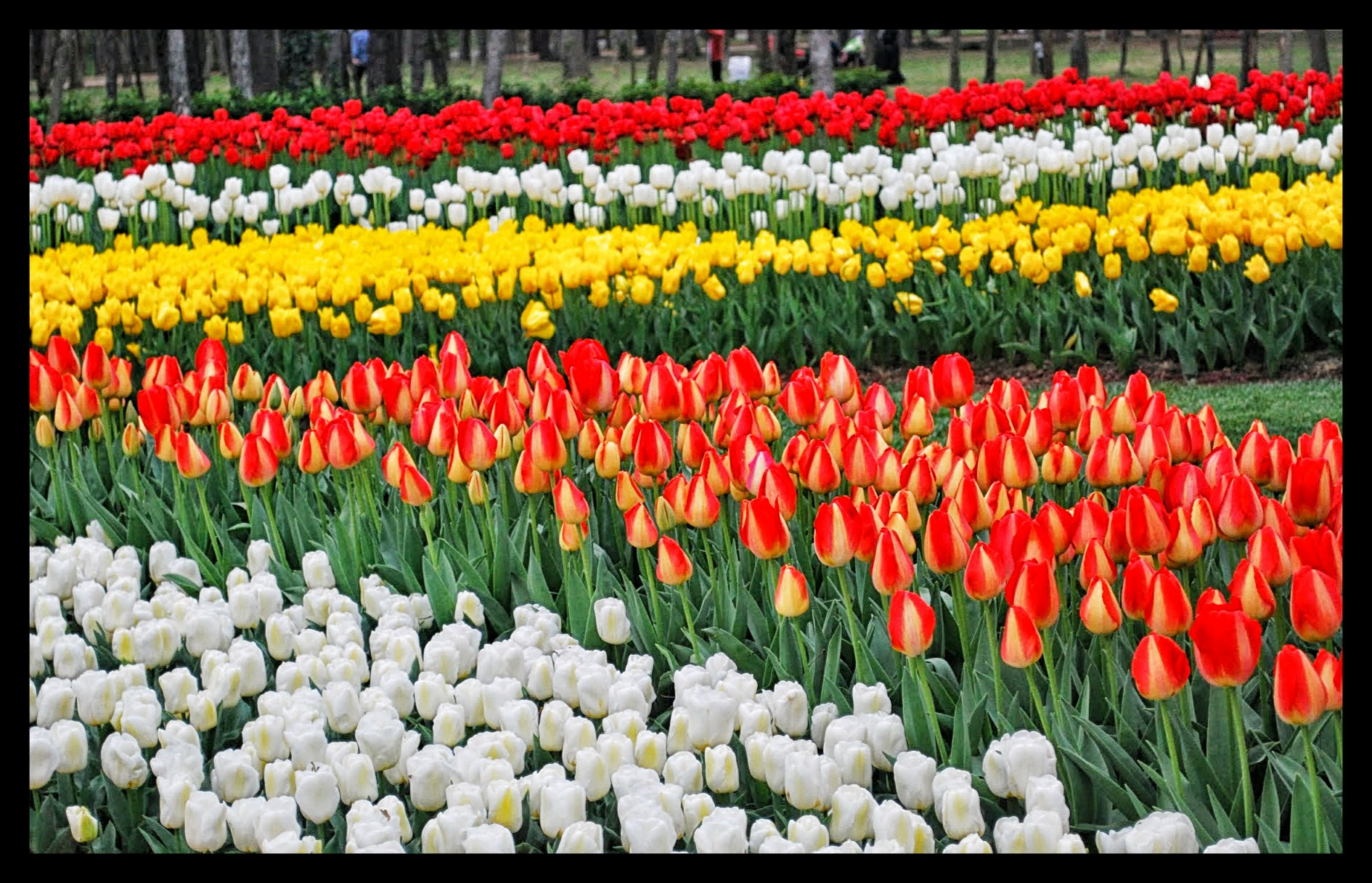